# Jardin du Luxembourg
Jardin du Luxembourg (fransk: Luxembourghaven) er en park beliggende mellem Quartier Latin og Montparnasse i 6. arondissement i Paris. 
Parken blev anlagt i 1612 som parkanlæg for Palais du Luxembourg og rummer både geometriske alléer og romantiske partier med planter og blomster. Parken har desuden mange statuer med scener fra græsk mytologi samt en række dyrefigurer. Rundt omkring den centrale terrasse står statuer af franske dronninger. 
Ydermere er der flere sportsanlæg i parken, bl.a. tennis-, basketball- og petanquebaner. Hvert år første søndag i september afholdes finale i Frankrigsmesterskaberne i tennis her. Der er også aktiviteter for børn i form af legepladser, ponyridning, dukketeater og udlejning af modelsejlbåde.
Ernest Hemingway tilbragte megen tid i parken under sin tid i Paris.